# Golf de Chantilly
Le golf de Chantilly est un parcours de golf situé en forêt de Chantilly sur la commune de Vineuil-Saint-Firmin près de Chantilly dans l'Oise, inauguré en 1909. Il fut dessiné par l'architecte britannique Tom Simpson qui a réalisé de nombreux terrains parmi les plus réputés en France dont le Morfontaine situé à proximité. Son accès est limité à ses membres et à leurs invités en fin de semaine et jours fériés.

## Historique
Le parcours est dessiné pour la première fois par le joueur professionnel M. Taylor : 18 trous sont alors aménagés en forêt de Chantilly sur un terrain appartenant au domaine de Chantilly, propriété de l'Institut de France. Le parcours est officiellement inauguré le 27 septembre 1909. Il est redessiné en 1920 par l'architecte Tom Simpson,. Le premier président est alors le Prince Murat auquel succède en 1927 le baron Édouard de Rothschild. Une halte ferroviaire du golf est aménagée sur la Ligne Chantilly-Gouvieux - Crépy-en-Valois. Cette ligne cesse de fonctionner en 1939.
Un second parcours est complété en 1990 par l'architecte anglais Donald Steel par 9 trous supplémentaires. Cet ajout permet de réaliser deux parcours de 18 trous chacun totalisant un terrain de 119 ha.
Le golf de Chantilly est jumelé avec le golf de Morfontaine.[réf. nécessaire]

## Compétitions

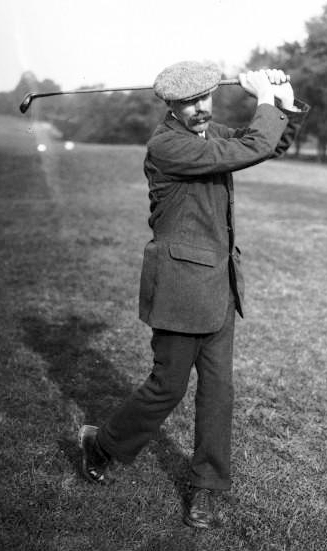
Le joueur écossais James Braid (1870-1950) pendant l'open de France à Chantilly en 1913

Plusieurs compétitions officielles se déroulent sur les parcours du golf :
- 10 éditions de l'open de France entre 1913 et 1990
- Coupe Murat, internationaux de France amateurs qui s'y déroulent chaque année[5]
- Des matchs internationaux dont France-Angleterre en 2010[6]